# Niob
Niob [ˈnioːp] (auch Niobium, nach Niobe, der Tochter des Tantalos) ist ein chemisches Element mit dem Elementsymbol Nb und der Ordnungszahl 41. Es zählt zu den Übergangsmetallen, im Periodensystem steht es in der 5. Periode sowie der 5. Nebengruppe (Gruppe 5) oder Vanadiumgruppe.
Im angelsächsischen Sprachraum wird noch vereinzelt von Metallurgen und Werkstoffanbietern die schon länger veraltete Bezeichnung Columbium und das Kurzzeichen Cb verwendet.
Das selten vorkommende Schwermetall ist von grauer Farbe und gut schmiedbar. Niob wird vor allem aus den niobreichen Vertretern der Pyrochlor-Obergruppe, den Mineralen der Columbit-Mischkristallreihe Columbit-(Mn) – Columbit-(Mn) und Loparit gewonnen.
Als Coltan (ein modernes, vorrangig in der Politik verwendetes Akronym aus Columbit – Tantalit) werden Niob-Tantal-Erze bezeichnet, die zu den vier Mischkristallreihen Columbit-(Fe) – Columbit-(Mn), Tantalit-(Mn) – Tantalit-(Fe), Columbit-(Mn) – Tantalit-(Mn) und Columbit-(Fe) – Tantalit-(Fe) zählen. Niob wird hauptsächlich in der Metallurgie verwendet, um Spezialstähle herzustellen und die Schweißbarkeit zu verbessern.

## Geschichte
Niob wurde 1801 durch Charles Hatchett entdeckt. Er fand es in einer Probe von Columbit-Erz aus einem Flussbett in Massachusetts, das um 1743 nach England verschickt worden war. Hatchett benannte das Element Columbium (nach Columbia, der Personifikation der Vereinigten Staaten). Bis Mitte des 19. Jahrhunderts ging man davon aus, dass es sich bei Columbium und dem 1802 entdeckten Tantal um dasselbe Element handelt, da sie in Mineralen fast immer zusammen auftreten.
Erst 1844 zeigte der Berliner Professor Heinrich Rose, dass Niob- und Tantalsäure unterschiedliche Stoffe sind. Nicht um die Arbeiten Hatchetts und dessen Namensgebung wissend, benannte er das wiederentdeckte Element aufgrund dessen Ähnlichkeit mit Tantal nach Niobe, der Tochter des Tantalos.
1864 gelang Christian Wilhelm Blomstrand die Herstellung von metallischem Niob durch Reduktion von Niobchlorid mit Wasserstoff in der Hitze. 1866 bestätigte Charles Marignac Tantal als eigenständiges Element.
1907 stellte Werner von Bolton durch Reduktion eines Heptafluoroniobats mit Natrium sehr reines Niob her.
Erst nach 100 Jahren Auseinandersetzung legte die International Union of Pure and Applied Chemistry (IUPAC) 1950 Niob als offizielle Bezeichnung des Elements fest.

## Vorkommen

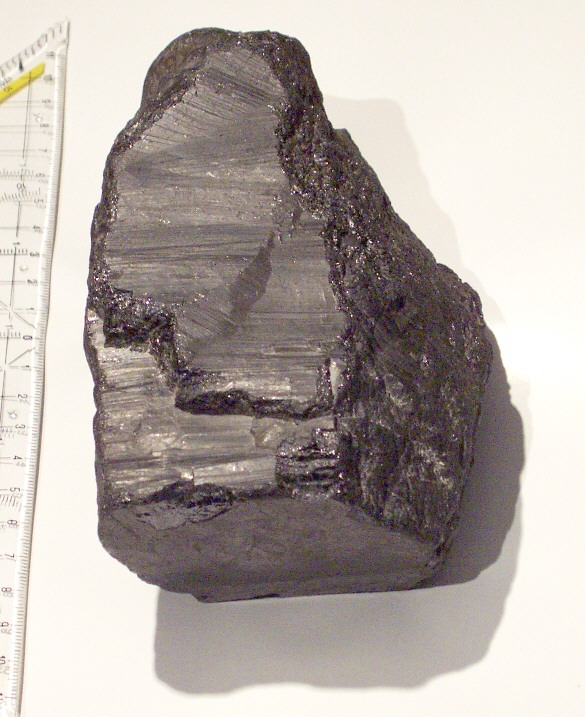
Columbit aus Madagaskar

Niob ist ein seltenes Element mit einem Anteil an der Erdkruste von 1,8·10−3 %. Es kommt nicht gediegen vor. Aufgrund der ähnlichen Ionenradien kommen Niob und Tantal immer verschwistert vor. Die wichtigsten Niob-Minerale sind Vertreter der Columbit-Tantalit-Mischkristallreihen mit der allgemeinen Formel (Fe,Mn)(Nb,Ta)2O6, die je nach Dominanz von Niob oder Tantal als Columbit (Mischkristallreihe Columbit-(Fe) – Columbit-(Mn)) oder Tantalit (Mischkristallreihe Tantalit-(Fe) – Tantalit-(Mn)) bezeichnet werden, sowie Vertreter der Pyrochlorgruppe innerhalb der Pyrochlor-Obergruppe. Etwa 85–90 % der Niob-Industrie verwendet Niob aus Lagerstätten, aus denen keine Tantal-Erze gewonnen werden.
Die wichtigsten erschlossenen Vorkommen von Pyrochlor befinden sich in Brasilien. Die Lagerstätten bei Araxá werden von der Companhia Brasileira de Metalurgia e Mineração (CBMM) bewirtschaftet und sollen mit geschätzten Reserven von 460 Mio. Tonnen ausreichen, um den Weltbedarf an Niob für die nächsten 500 Jahre zu decken. Eine weitere brasilianische Lagerstätte mit Reserven von ca. 18 Mio. Tonnen Niob wird von der Mineração Catalão de Goias geführt. Die vermutlich größten Vorkommen bei São Gabriel da Cachoeira sind aufgrund ihrer Lage im Nationalpark Pico da Neblina und indigenen Reservaten bislang nicht erschlossen. Die drittgrößte ausgebeutete Lagerstätte der Welt ist die vom Konzern Iamgold betriebene Niobec Mine in Kanada. Die drei genannten Unternehmen produzieren Ferro-Niob mit einem nominalen Nb2O5-Gehalt von 60 % und decken gemeinsam etwa 85 % des Niob-Weltbedarfs. Weitere bedeutende, zum Teil wenig erschlossene Niob-Lagerstätten befinden sich im Lowosero-Massiv in Russland und in der Lagerstätte Lueshe in der Provinz Nord-Kivu, (Demokratische Republik Kongo).
Einige Nioberze wie z. B. Columbit-Tantalit (Coltan) wurden 2012 von der US-amerikanischen Börsenaufsicht SEC als so genanntes Konfliktmineral eingestuft, dessen Verwendung für Unternehmen gegenüber der SEC berichtspflichtig ist. Als Grund hierfür werden die Produktionsorte im Osten des Kongo angeführt, die von Rebellen kontrolliert werden und so im Verdacht stehen, bewaffnete Konflikte mitzufinanzieren.
Weitere, meist seltene Minerale sind:
- Euxenit [(Y,Ca,Ce,U,Th)(Nb, Ta, Ti)2O6]
- Olmsteadit (KFe2(Nb,Ta)[O|PO4]2 · H2O)
- Samarskit ((Y,Er)4[(Nb,Ta)2O7]3)

Die weltweiten Abbaumengen tabellarisch dargestellt:
| Land                         | 2019              | 2020   | 2021    | 2022    | 2023    | Reserven   |
| ---------------------------- | ----------------- | ------ | ------- | ------- | ------- | ---------- |
|                              | (in Tonnen Nb2O5) |        |         |         |         |            |
| Brasilien                    | 127.220           | 85.572 | 112.755 | 109.287 | 109.520 | 16.000.000 |
| Burundi                      | 5                 | 4      | 10      | 3       | 1       | n.bek      |
| Volksrepublik China          | 20                | 30     | 30      | 40      | 43      | n.bek      |
| Kanada                       | 6.800             | 6.400  | 7.650   | 6.800   | 6.700   | 1.600.000  |
| Demokratische Republik Kongo | 433               | 565    | 475     | 644     | 560     | n.bek      |
| Äthiopien                    | 14                | 11     | 18      | 25      | 35      | n.bek      |
| Mosambik                     | 11                | 17     | 14      | 17      | 16      | n.bek      |
| Nigeria                      | 170               | 80     | 140     | 145     | 180     | n.bek      |
| Russland                     | 659               | 617    | 648     | 549     | 505     | n.bek      |
| Ruanda                       | 205               | 260    | 160     | 195     | 310     | n.bek      |
| Uganda                       | 2                 | 52     | 9       | 0       | 0       | n.bek      |
| Vereinigte Staaten           |                   |        |         |         |         | 170.000    |
| Gesamt                       | 135.539           | 93.509 | 121.909 | 117.705 | 117.875 | n.bek.     |

## Gewinnung und Darstellung

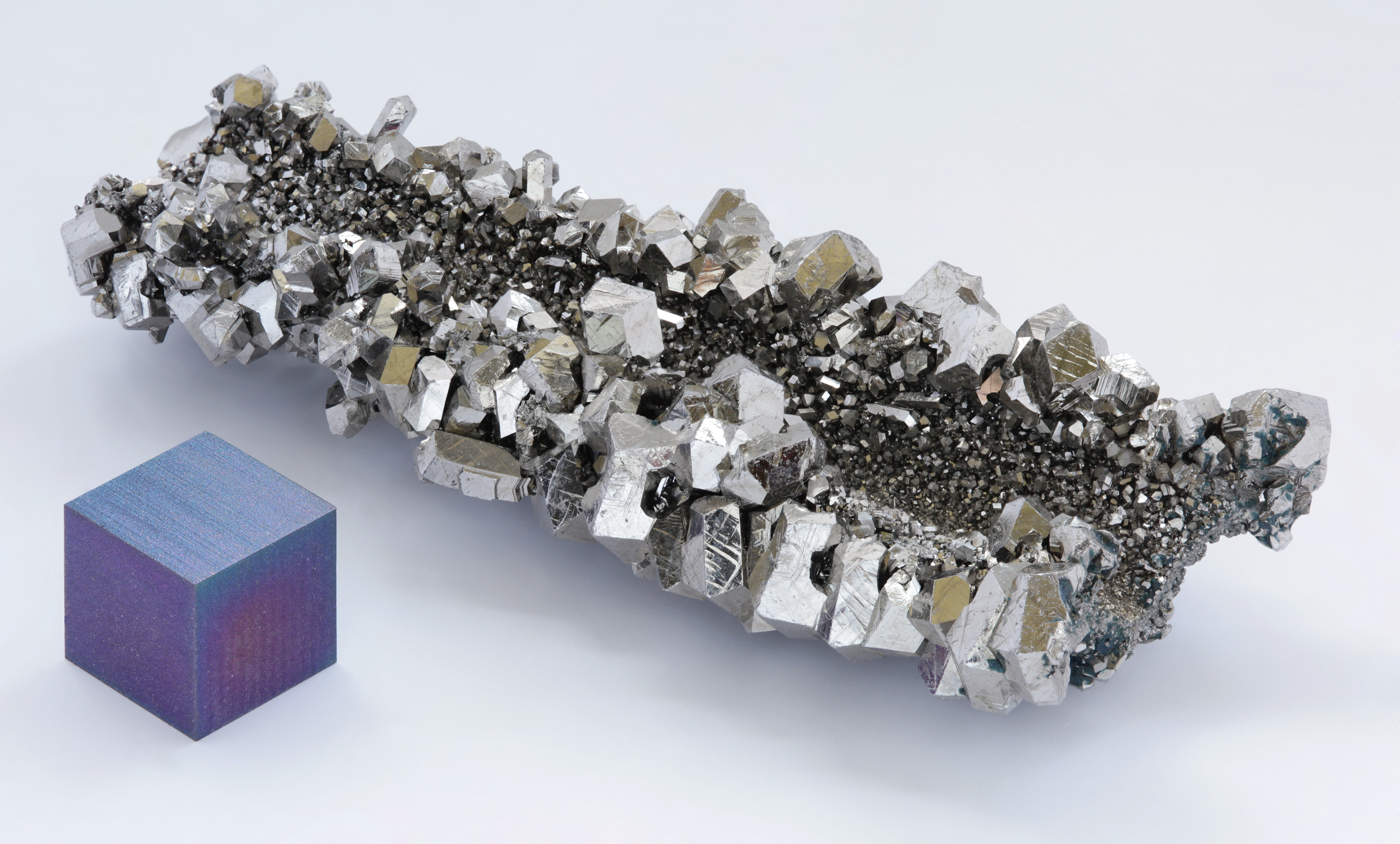
Niob-Kristalle, elektrolytisch hergestellt

Da Niob und Tantal immer zusammen vorkommen, werden Niob- und Tantalerze zunächst gemeinsam aufgeschlossen und anschließend durch fraktionierte Kristallisation oder unterschiedliche Löslichkeit in organischen Lösungsmitteln getrennt. Das erste industrielle Trennverfahren solcherart wurde 1866 von Charles Marignac entwickelt.
Zunächst werden die Erze einem Gemisch von konzentrierter Schwefel- und Flusssäure bei 50–80 °C ausgesetzt. Dabei bilden sich die komplexen Fluoride [NbF7]2− und [TaF7]2−, die leicht löslich sind.
Durch Überführung in eine wässrige Phase und Zugabe von Kaliumfluorid können die Dikalium-Salze dieser Fluoride (z. B. Kaliumheptafluoroniobat) gebildet werden. Dabei ist nur das Tantalfluorid in Wasser schwer löslich und fällt aus. Das leicht lösliche Niobfluorid kann so vom Tantal getrennt werden. Heutzutage ist aber eine Trennung durch Extraktion mit Methylisobutylketon üblich. Eine dritte Möglichkeit der Trennung ist die durch fraktionierte Destillation der Chloride NbCl5 und TaCl5. Diese sind durch Reaktion von Erzen, Koks und Chlor bei hohen Temperaturen darstellbar.
Aus dem abgetrennten Niobfluorid wird durch Reaktion mit Sauerstoff zunächst Niobpentoxid hergestellt. Dieses wird entweder mit Kohlenstoff zunächst zu Niobcarbid umgesetzt und dann mit weiterem Niobpentoxid bei 2000 °C im Vakuum zum Metall reduziert oder direkt aluminothermisch gewonnen. Der größte Teil des Niob für die Stahlindustrie wird so produziert, dabei wird noch Eisenoxid zugesetzt, um eine Eisen-Niob-Legierung (60 % Niob) zu erhalten. Werden Halogenide als Ausgangsstoff für die Reduktion eingesetzt, geschieht dies mit Natrium als Reduktionsmittel.
Die Jahresproduktion lag 2006 bei fast 60.000 t, 90 % davon wurden in Brasilien gefördert. 2013 betrug die Gesamtmenge des produzierten Niobs 59.400 Tonnen; Hauptproduzenten waren Brasilien (53.100 t) und Kanada (5.260 t). Der USGS gibt als US-Importpreise für eine Eisen-Niob-Legierung (Ferroniobium mit einem Anteil von 65 % Niob) 37.781 USD je Tonne im Jahre 2010 und 43.415 USD je Tonne für 2013 an.

## Eigenschaften

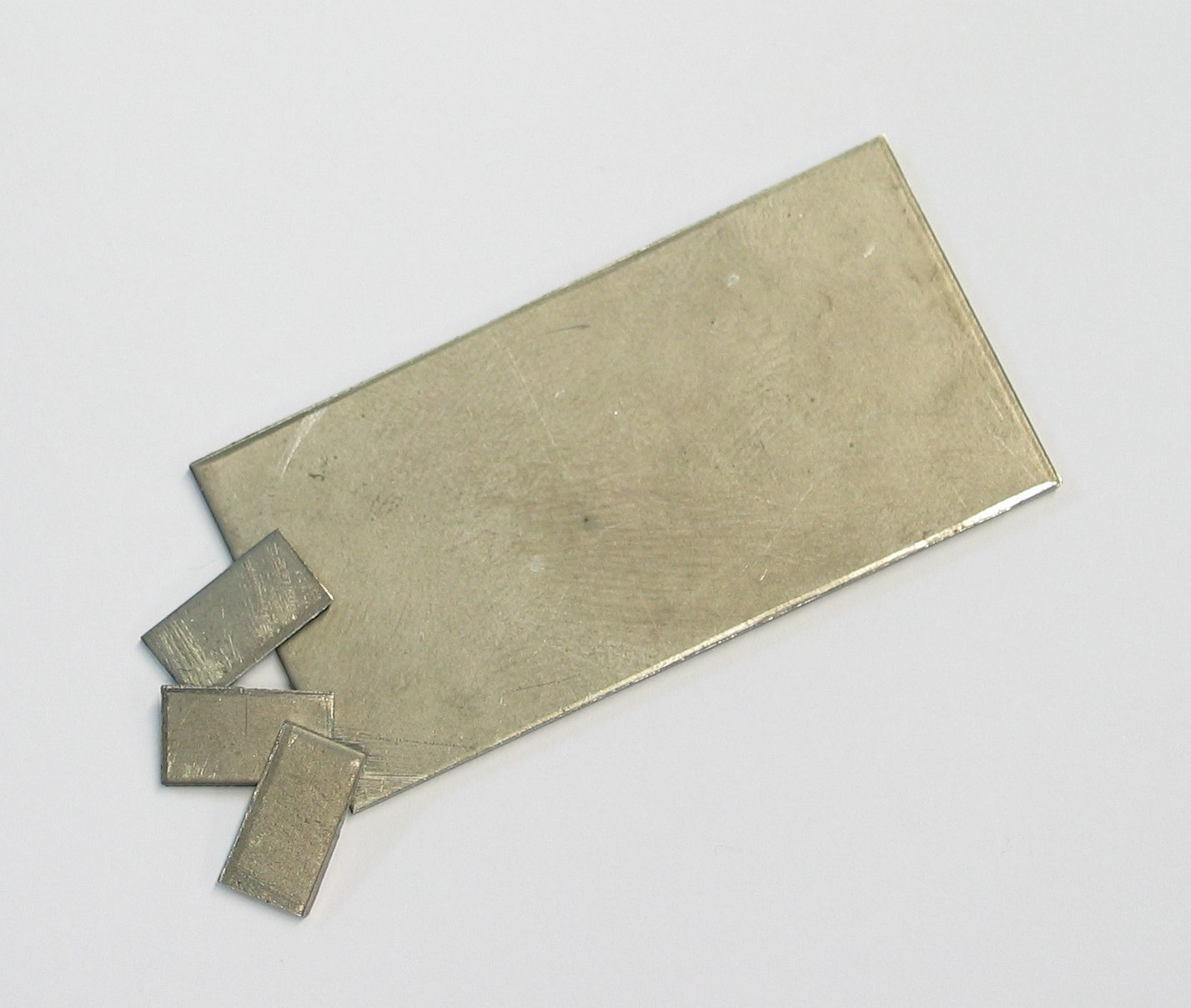
Niob-Streifen

Niob ist ein grau glänzendes, duktiles Schwermetall. Bekannt sind die Oxidationsstufen −3, −1, 0, +1, +2, +3, +4, +5. Wie beim Vanadium, das im Periodensystem über dem Niob steht, ist die Stufe +5 am beständigsten. Das chemische Verhalten des Niobs ist fast identisch mit dem des Tantals, das im Periodensystem direkt unter Niob steht.
Infolge der Ausbildung einer Passivschicht (Schutzschicht) ist Niob an der Luft sehr beständig. Die meisten Säuren greifen es bei Raumtemperatur daher nicht an. Nur Flusssäure, vor allem im Gemisch mit Salpetersäure, sowie heiße konzentrierte Schwefelsäure korrodieren metallisches Niob rasch. In heißen Alkalien ist Niob ebenfalls unbeständig, da sie die Passivschicht auflösen. Bei Temperaturen oberhalb von 200 °C beginnt es in Gegenwart von Sauerstoff zu oxidieren. Eine schweißtechnische Bearbeitung von Niob muss wegen seiner Unbeständigkeit an der Luft unter Schutzgasatmosphäre ablaufen.
Der Zusatz von Wolfram und Molybdän zu Niob erhöht seine Hitzebeständigkeit, Aluminium seine Festigkeit.
Niob wird unterhalb von 9,26 K supraleitend und ist damit das supraleitende Element mit der höchsten Sprungtemperatur.
Niob nimmt leicht Gase auf, so kann ein Gramm Niob bei Raumtemperatur 100 cm³ Wasserstoff aufnehmen, was früher in der Vakuumröhrentechnik ausgenutzt wurde.

## Verwendung

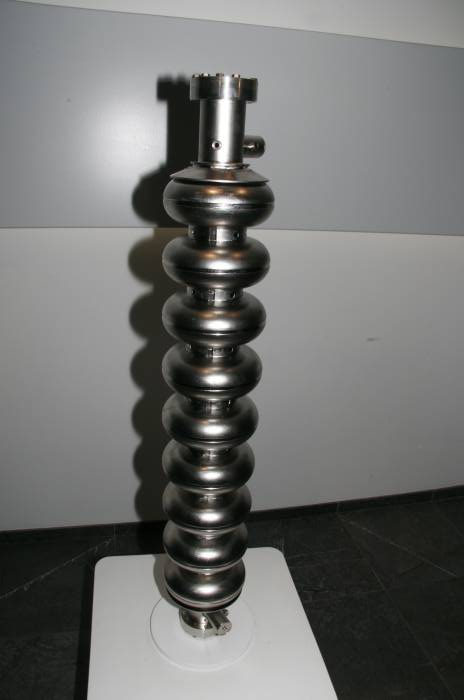
Supraleitende Kavität aus hochreinem Niob für den Freie-Elektronen-Laser FLASH am DESY.

Niob wird als Legierungszusatz für rostfreie Stähle, Sonderedelstähle (z. B. Rohre für die Salzsäureproduktion) und Nichteisenlegierungen verwendet, da sich niob-legierte Werkstoffe durch eine erhöhte mechanische Festigkeit auszeichnen. Bereits in Konzentrationen von 0,01 bis 0,1 Massenprozent kann Niob in Kombination mit thermomechanischem Walzen die Festigkeit und Zähigkeit von Stahl wesentlich steigern.
Erste Versuche zur Verwendung von Niob als Legierungselement (Ersatz von Wolfram) fanden 1925 in den USA statt. Solcherart veredelte Stähle werden häufig im Rohrleitungsbau (Pipeline construction) eingesetzt. Als starker Karbidbildner wird Niob auch in Schweißzusatzwerkstoffen zum Abbinden von Kohlenstoff zulegiert.

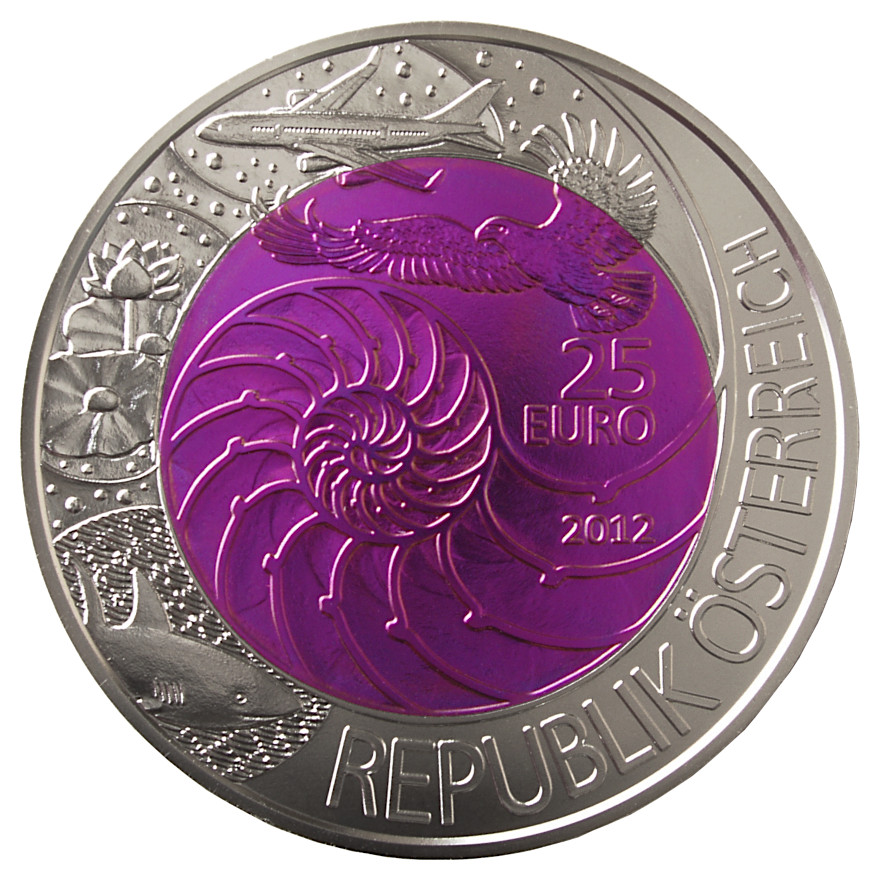
Die Münze Österreich prägt 25 Euro Bimetallmünzen mit einem Niobkern.

Als weitere Verwendungen sind anzuführen:
- Anwendung in der Nukleartechnik wegen des niedrigen Einfangquerschnitts für thermische Neutronen.
- Herstellung niobstabilisierter Schweißelektroden als Schweißzusatz für Edelstähle, Sonderedelstähle und Nickelbasislegierungen.
- Wegen seiner bläulichen Farbe wird es für Piercingschmuck und zur Herstellung von Schmuckwaren genutzt.
- In Aluminiumlegierungen dient es der Herstellung von leichten aber steifen Bauteilen und Fahrzeugen, beispielsweise Felgen bei Fahrrädern.
- Bei Münzen mit Niob (Bimetall-Münzen) kann die Farbe des Niob-Kerns durch physikalische Verfahren stark variieren (z. B. bei 25-Euro-Münzen aus Österreich).

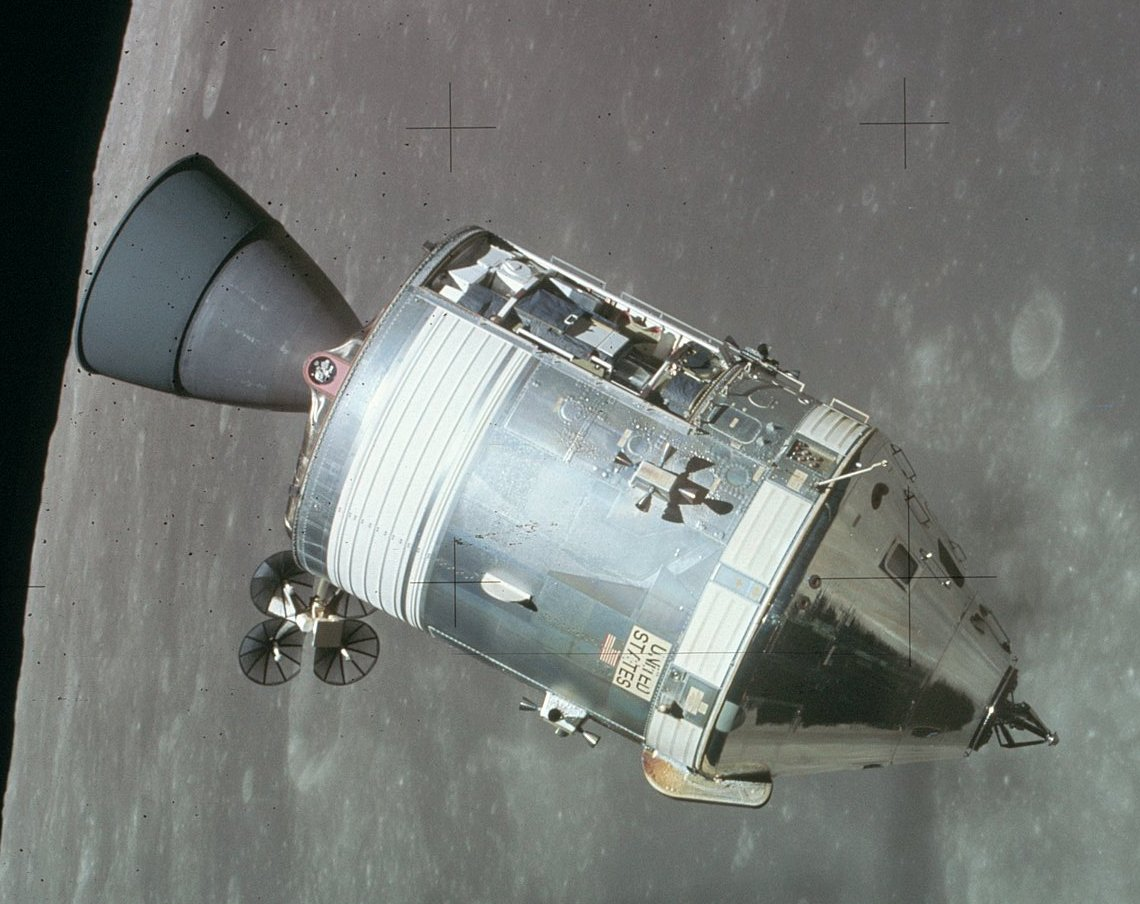
Der schwarze Teil der Raketendüse besteht aus einer Niob-Titan-Legierung

- Nennenswerte Mengen werden als Ferroniob und Nickelniob in der metallurgischen Industrie zur Herstellung von Superlegierungen (Nickel-, Cobalt- und Eisenbasislegierungen) eingesetzt. Hieraus werden statische Teile für stationäre und fliegende Gasturbinen, Raketenteile und hitzebeständige Komponenten für den Ofenbau hergestellt.
- Niob wird als Anodenmaterial in Niob-Elektrolytkondensatoren eingesetzt. Ein Oxid des Niobs, Niob(V)-oxid, besitzt eine hohe Spannungsfestigkeit. Es wird in einem sog. Formierverfahren auf der Oberfläche der Niobanode aufgebracht und dient in diesem Kondensator als Dielektrikum. Niob-Elektrolytkondensatoren stehen im Wettbewerb mit den bekannteren Tantal-Elektrolytkondensatoren.
- Werden die Glaskolben von Halogenglühlampen außen mit z. B. Niob bedampft, wird dadurch ein Teil der Wärmestrahlung der Wolframglühwendel zurück nach innen reflektiert. Dadurch kann bei niedrigerem Energieverbrauch eine höhere Betriebstemperatur und somit größere Lichtausbeute erzielt werden.
- Als Katalysator (z. B. bei der Salzsäureproduktion, bei der Biodiesel-Synthese[25] und bei der Produktion von Alkoholen aus Butadien).
- Als Kaliumniobat (chemische Verbindung aus Kalium, Niob und Sauerstoff), das als Einkristall in der Lasertechnik und für nichtlineare optische Systeme Verwendung findet und
- Verwendung als Elektrodenmaterial für Natriumdampf-Hochdrucklampen
- Supraleitung: Bei Temperaturen unterhalb von 9,5 K ist reines Niob ein Supraleiter des Typs II. Nioblegierungen (mit N, O, Sn, AlGe, Ge) gehören neben den reinen Elementen Niob, Vanadium und Technetium zu den Stoffen, die Typ-II-Supraleiter sind: Die Sprungtemperaturen dieser Legierungen liegen zwischen  18,05 K (Niobzinn Nb3Sn) und 23,2 K (Niobgermanium Nb3Ge). Aus Niob gefertigte supraleitende Hohlraumresonatoren werden in Teilchenbeschleunigern (u. a. XFEL und FLASH am DESY in Hamburg) eingesetzt. – Zur Erzeugung hoher Magnetfelder bis etwa 20 Tesla werden supraleitende Magnetspulen mit Drähten aus Niob-Zinn oder Niob-Titan eingesetzt, z. B. im Fusions-Versuchsreaktor ITER 600 t Niob-Zinn und 250 t Niob-Titan. Auch die supraleitenden Magnetspulen des LHC bestehen aus Nioblegierungen.
- Niob wird aufgrund seiner Biokompatibilität zur Oberflächenbeschichtung von Implantaten verwendet.
- Um der interkristallinen Korrosion entgegenzuwirken, wird Niob als Legierungselement in Cr-Stählen verwendet. Dazu sollte es mindestens in zwölffacher Konzentration gegenüber Kohlenstoff vorliegen. Niob bildet schneller Karbide als Chrom. Daher kommt es nicht zur Entstehung chromreicher Karbide, welche bedeuten würden, dass woanders im Gefüge chromverarmte Bereiche entstehen.

## Sicherheitshinweise
Niob gilt zwar als nicht toxisch, jedoch irritiert metallischer Niobstaub Augen und Haut. Niobstaub ist leicht entzündlich.
Eine physiologische Wirkungsweise des Niobs ist unbekannt.